# Nephrolepis flexuosa
Nephrolepis flexuosa är en spjutbräkenväxtart som beskrevs av Col. Nephrolepis flexuosa ingår i släktet Nephrolepis och familjen Nephrolepidaceae. Inga underarter finns listade.